# Liste des députés européens de Tchéquie de la 9e législature

Cet article présente la liste des députés européens de République tchèque élus lors des élections européennes de 2019 en République tchèque.

## Députés européens élus en 2019
| Nom                 | Parti | Parti                                                       | Groupe parlementaire européen |
| ------------------- | ----- | ----------------------------------------------------------- | ----------------------------- |
| Hynek Blaško        |       | Liberté et démocratie directe                               | ID                            |
| Dita Charanzová     |       | ANO 2011                                                    | RE                            |
| Ivan David          |       | Liberté et démocratie directe                               | ID                            |
| Martina Dlabajová   |       | ANO 2011                                                    | RE                            |
| Markéta Gregorová   |       | Parti pirate tchèque                                        | Verts/ALE                     |
| Martin Hlaváček     |       | ANO 2011                                                    | RE                            |
| Ondřej Knotek       |       | ANO 2011                                                    | RE                            |
| Marcel Kolaja       |       | Parti pirate tchèque                                        | Verts/ALE                     |
| Kateřina Konečná    |       | Parti communiste de Bohême et Moravie                       | GUE/NGL                       |
| Ondřej Kovařík      |       | ANO 2011                                                    | RE                            |
| Radka Maxová        |       | ANO 2011                                                    | RE                            |
| Luděk Niedermayer   |       | TOP 09                                                      | PPE                           |
| Mikuláš Peksa       |       | Parti pirate tchèque                                        | Verts/ALE                     |
| Stanislav Polčák    |       | Maires et Indépendants                                      | PPE                           |
| Jiří Pospíšil       |       | TOP 09                                                      | PPE                           |
| Michaela Šojdrová   |       | Union chrétienne démocrate - Parti populaire tchécoslovaque | PPE                           |
| Evžen Tošenovský    |       | Parti démocratique civique                                  | CRE                           |
| Alexandr Vondra     |       | Parti démocratique civique                                  | CRE                           |
| Veronika Vrecionová |       | Parti démocratique civique                                  | CRE                           |
| Jan Zahradil        |       | Parti démocratique civique                                  | CRE                           |
| Tomáš Zdechovský    |       | Union chrétienne démocrate - Parti populaire tchécoslovaque | PPE                           |

## Entrants et sortants
| Entrant | Parti | Groupe | En remplacement de | Date | Motif |
| ------- | ----- | ------ | ------------------ | ---- | ----- |

## Changement d'affiliation
| Membre | Parti  | Parti   | Groupe | Groupe  | Date |
| Membre | Ancien | Nouveau | Ancien | Nouveau | Date |
| ------ | ------ | ------- | ------ | ------- | ---- |